# Língua shina
Shina (nastaliq –شینا Šīnā) é uma língua do subgrupo das línguas dárdicas, família das línguas indo-arianas falada pelo povo shina, uma das etnias da região de Guilguite-Baltistão, que atualmente faz parte de facto do Paquistão, que antes era conhecida como Áreas do Norte (áreas de Hunza Astore Sul, Chilas, Darel, Tangir, Guilguite, Ghizer, Gurez, Drass, Juglot Valley, Drotte Palas, Kolai e Coistão). Sua natureza como parte das línguas dárdicas é clara em função de sua relação também com outras línguas indo-arianas, especialmente com a língua panjabi. Punjabi. É também falada na parte ocidental do Ladaque, administrado pela Índia, nomeadamente na região de Dras, que historicamente faz parte do Baltistão.

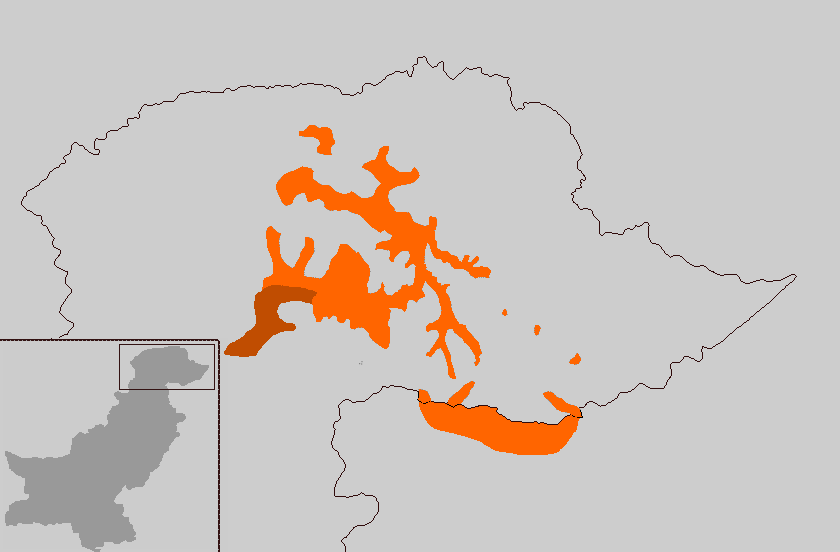
Língua shina

## Escrita
O Shina é usualmente escrito com o com caracteres da língua urdu.
Há, porém, 5 letras adicionais:
- ݜ for /ʂ/
- ڙ for /ʐ/
- څ for /ts/
- ڇ for /ʈʂ/
- ݨ for /ɳ/

Também pode ser escrita com o abugida Devanágari, usando-se o ponto nucta para sons exclusivos do Shina.

## Fonologia

### Vogais
|                 | Frontal | Média | posterior   | posterior |
| não arredondada | Frontal | Média | arredondada |           |
| --------------- | ------- | ----- | ----------- | --------- |
| Fechada         | i       |       |             | u         |
| Meio fechada    | e       |       |             | o         |
| Meio aberta     | ɛ       | ə     | ʌ           | ɔ         |
| Aberta          |         | a     |             |           |

Todas as vogais exceto /ɔ/ podem ser também ou longas ou nasalizadas. Não existem pares mínimos contrastantes.

### Ditongos
- descrescentes: ae̯, ao̯, eə̯, ɛi̯, ɛːi̯, ue̯, ui̯, oi̯, oə̯;
- decrescentes nasalizados: ãi̯, ẽi̯, ũi̯, ĩũ̯, ʌĩ̯;
- crescentes: u̯i, u̯e, a̯a, u̯u.[3][4][5][6]

### Consoantes
|                |                | Labial | Coronal | Retroflexa | Palatal | Velar | Glotal |
| -------------- | -------------- | ------ | ------- | ---------- | ------- | ----- | ------ |
| Oclusiva       | Plana          | p      | t       | ʈ          |         | k     |        |
| Oclusiva       | Aspirada       | pʰ     | tʰ      | ʈʰ         |         | kʰ    |        |
| Oclusiva       | Sonora         | b      | d       | ɖ          |         | ɡ     |        |
| Africada       | Plain          |        | ts      | tʂ         | tʃ      |       |        |
| Africada       | Aspirada       |        | tsʰ     | tʂʰ        | tʃʰ     |       |        |
| Africada       | Sonora         |        | dz      |            | dʒ      |       |        |
| Fricativa      | Plana          | (f)    | s       | ʂ          | ʃ       | x     | h      |
| Fricativa      | Sonora         |        | z       | ʐ          | ʒ       | ɣ     | ɦ      |
| Nasal oclusiva | Nasal oclusiva | m      | n       | ɳ          |         | ŋ     |        |
| Lateral        | Lateral        |        | l       |            |         |       |        |
| Rótica         | Rótica         |        | r       | ɽ          |         |       |        |
| Semivogal      | Semivogal      | ʋ~w    |         |            | j       |       |        |